# Aeropuerto Regional Wittman

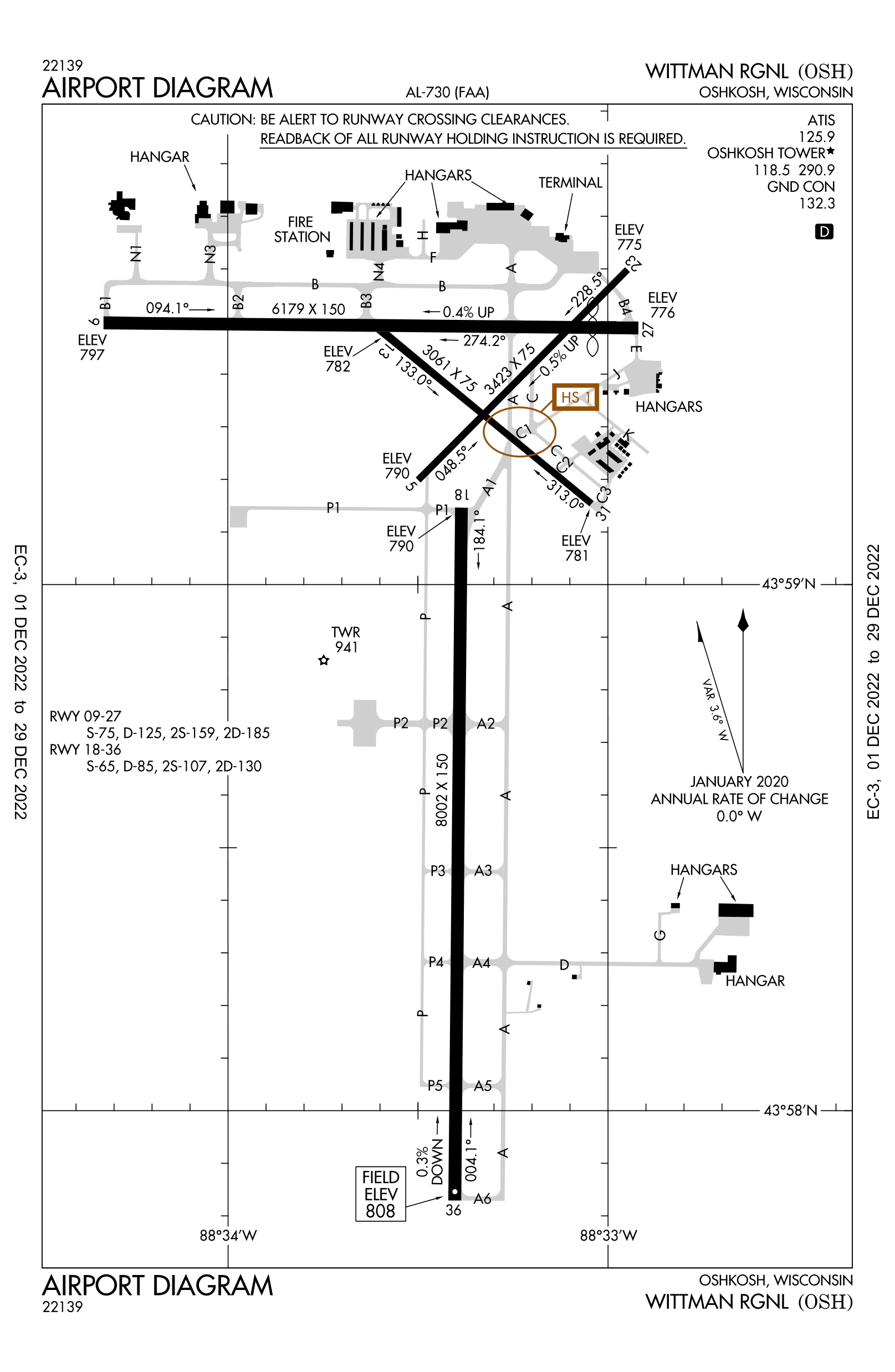
Croquis del aeropuerto.

El Aeropuerto Regional de Wittman (Código IATA: OSH - Código OACI: KOSH - Código FAA: OSH) es un aeropuerto de uso público del Condado de Winnebago, ubicado a 4 kilómetros al sur del centro financiero de Oshkosh, Wisconsin. El Aeropuerto Regional Witmman se encuentra adyacente al Aeropuerto Pioneer, en el cual se encuentra el Museo de Aviación EAA. El aeropuerto recibió el nombre "Wittman" en 1972, en honor al diseñador, constructor y piloto acrobático Steve Wittman, pues era originalmente llamado "Aeropuerto del Condado de Winnebago". El aeropuerto está incluido en el Plan Nacional de Sistemas Aeroportuarios Integrados para el periodo 2019-2023 de la Administración Federal de Aviación, en dicho plan se clasifica al aeropuerto como una instalación de aviación general regional.

## Historia
El aeropuerto de Oshkosh ha prestado servicio a aviones pesadas como el Boeing 747, Boeing 767, Airbus A380, Concorde y Boeing B-52 Stratofortress, también aeropuerto ha sido atendido por aerolíneas comerciales en el pasado. Hasta 1980, Wittman abordó a más pasajeros que el cercano Aeropuerto Internacional de Appleton, y fue el principal centro aéreo de varias ciudades en la cuenca del Río Fox.

### Servicio Aéreo Histórico
El Aeropuerto Regional Wittman fue atendido en varias ocasiones por aerolíneas como Wisconsin Central Airlines, North Central, Republic, Air Wisconsin, American Central, Midstate Airlines, Northwest Airlink, United Express, Midway Connection, Skyway y Great Lakes Airlines. El servicio fue subsidiado por el programa Essential Air Service hasta marzo de 2003, cuando se terminó debido a que la ley federal no permitía un subsidio de más de $200 USD por pasajero para las comunidades ubicadas a menos 210 millas del aeropuerto central grande o mediano más cercano.

## Instalaciones y aviones
El Aeropuerto Regional de Wittman se encuentra en un terreno d 563 hectáreas (1,392 acres) a una altitud de 808 pies (246 m) sobre el nivel medio del mar. Tiene cuatro pistas: 18/36 de 2,439 m x 46 m; 9/27 de 1,883 m x 46 m; 5/23 de 1,127 m x 23 m; 13/31 de 933 m x 23 m.
Durante el año 2015, el aeropuerto tuvo 64,717 operaciones de aeronaves, un promedio de 177 operaciones por día, de las cuales 97% fueron de aviación general, 2% de taxi aéreo y 1% de operaciones militares, aunque el espectáculo aéreo de EAA Airventure representa un gran número de las operaciones anuales. En julio de 2019, había 171 aviones en este aeropuerto, de las cuales 129 eran monomotor, 29 multimotor, 12 jets y 1 helicóptero.
El aeropuerto cuenta con 3 escuelas de aviación: Aviation Services, Discover Flight y Fox Valley Technical College.
La torre de control original en el Aeropuerto de Oshkosh se abrió en 1963. En 2007, se construyó una nueva torre que tiene más del doble de la altura del antiguo edificio. La torre original fue demolida en abril de 2009.

## Show Aéreo
El aeropuerto es el sitio de AirVenture Oshkosh de la Asociación de Aeronaves Experimentales (EAA), un espectáculo aéreo y de aviación deportiva experimental, el cual se realiza en conjunto con el Museo de Aviación EAA. Durante la semana del espectáculo aéreo, el Aeropuerto Regional Wittman es el aeropuerto más ocupado del mundo por los movimientos de tráfico.

## Galería de imágenes

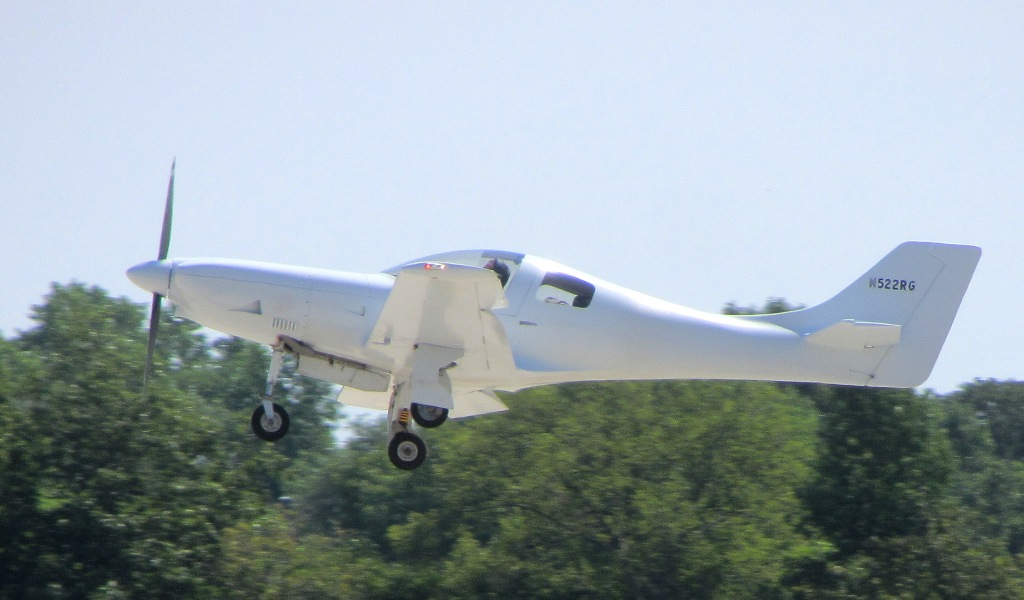
Lancair 320 (N522RG) despegando de Oshkosh.
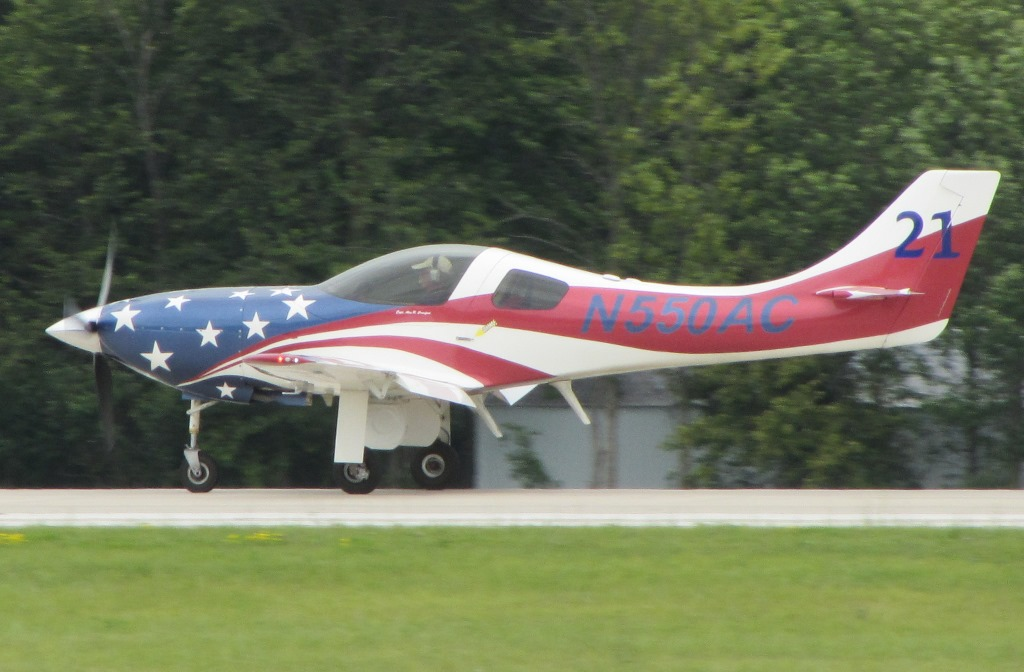
Lancair 360 (N550AC) en el Aeropuerto Regional Wittman en Oshkosh, Wisconsin.
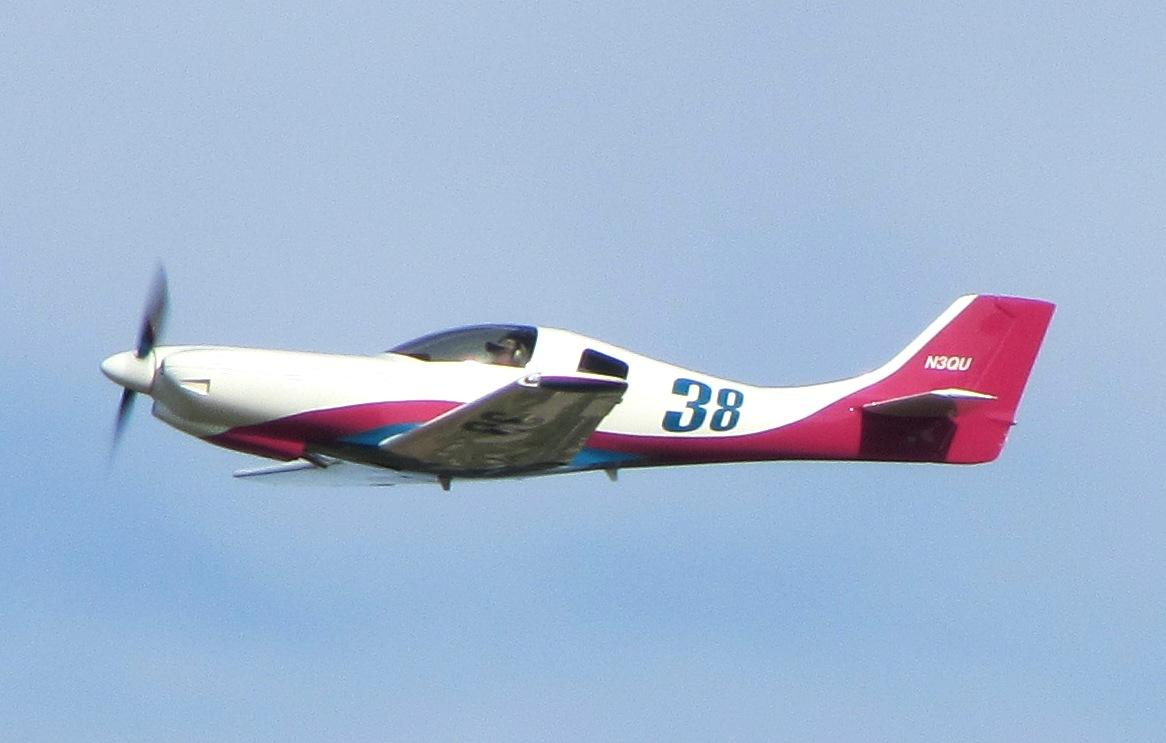
Lancair 360 (N3QU) sobrevolando el aeropuerto durante el Show Aéreo EAA Air Venture.
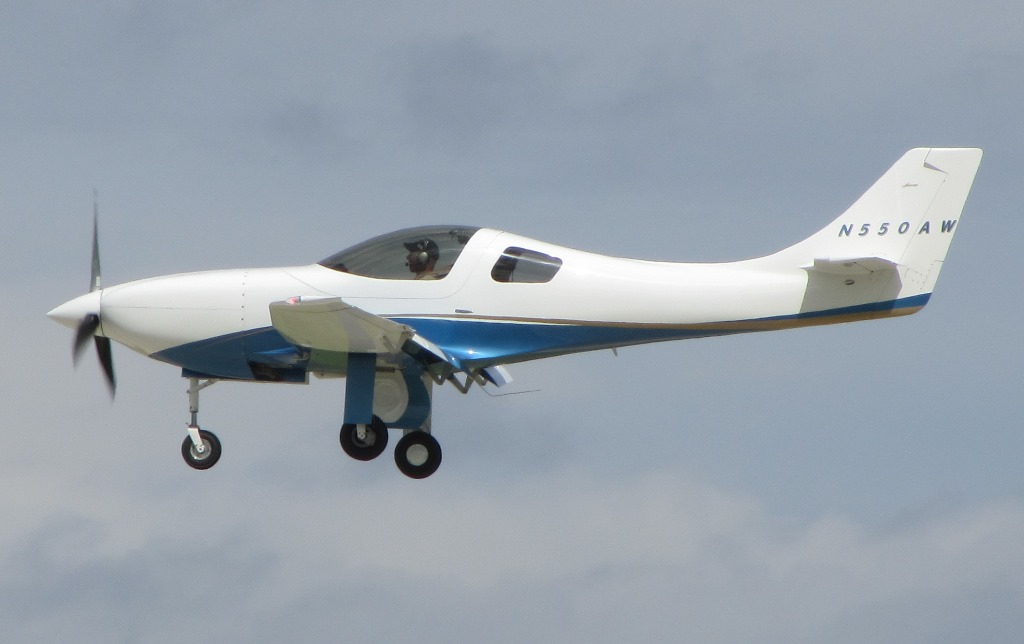
Lancair Legacy (N550AW) aterrizando en el Aeropuerto de Oshkosh
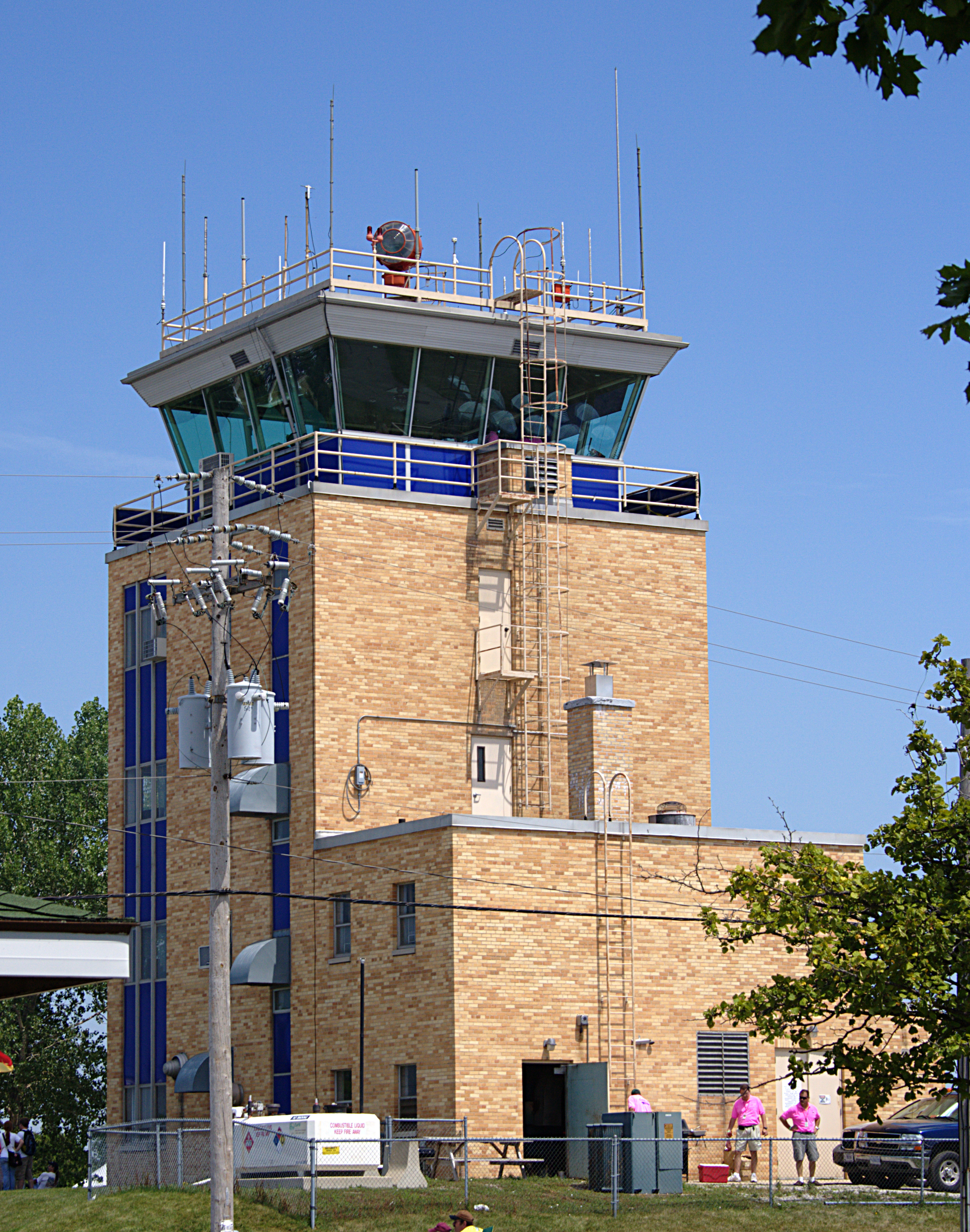
Antigua torre de control del Aeropuerto Wittman, la cual fue demolida en 2009.
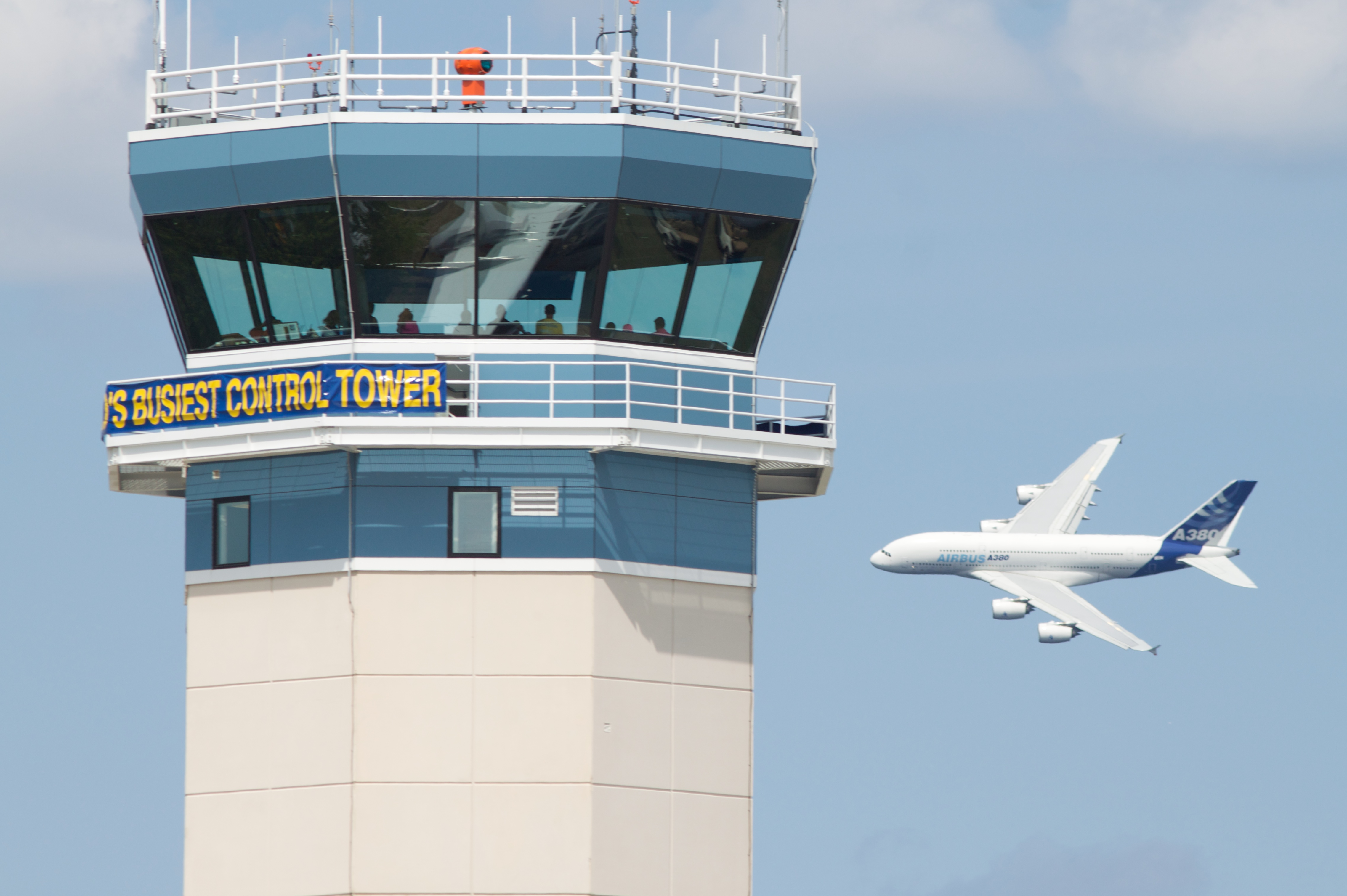
Nueva torre de control del Aeropuerto de Oshkosh con el texto "la torre de control más ocupada del mundo". Al fondo sobrevuela un Airbus A380.
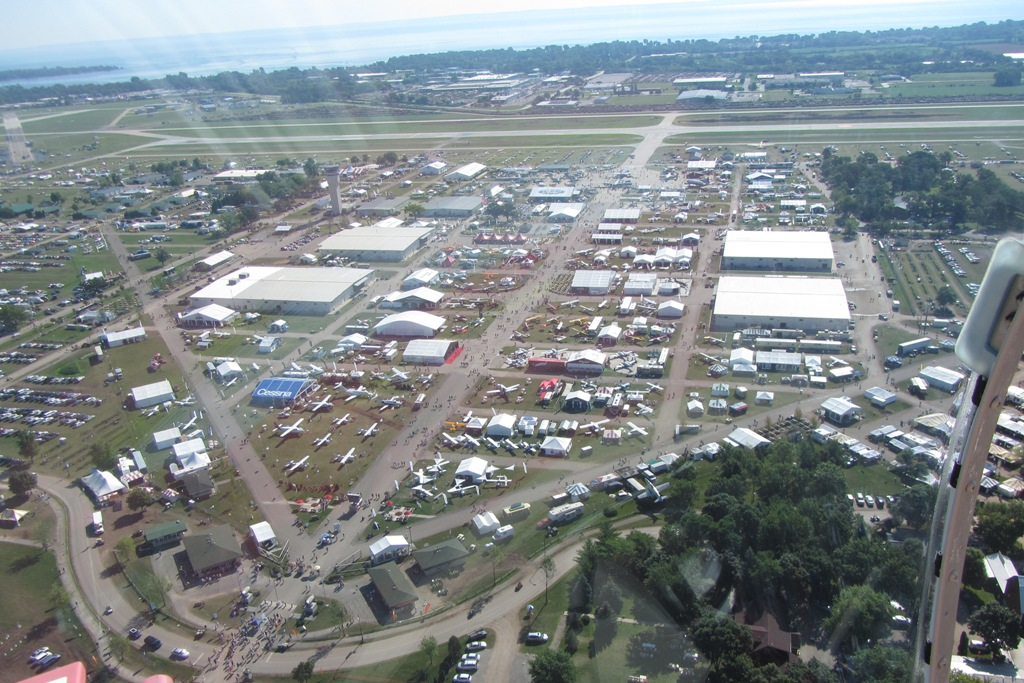
EAA Air Venture 2011.
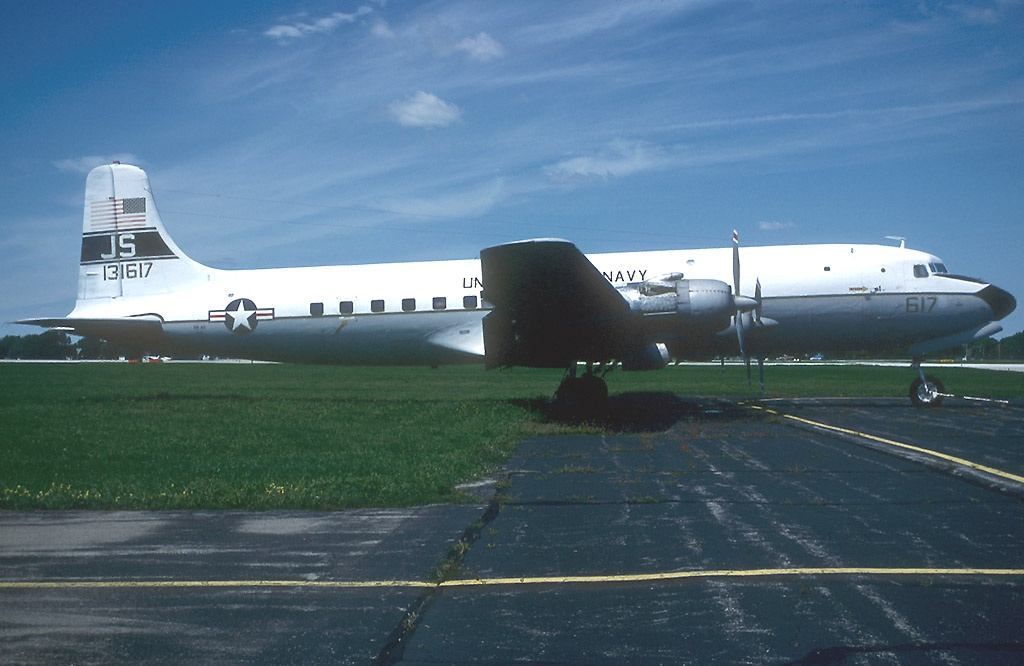
Douglas C-118B Liftmaster (DC-6A) de la Armada de los Estados Unidos (131617) en el aeropuerto.
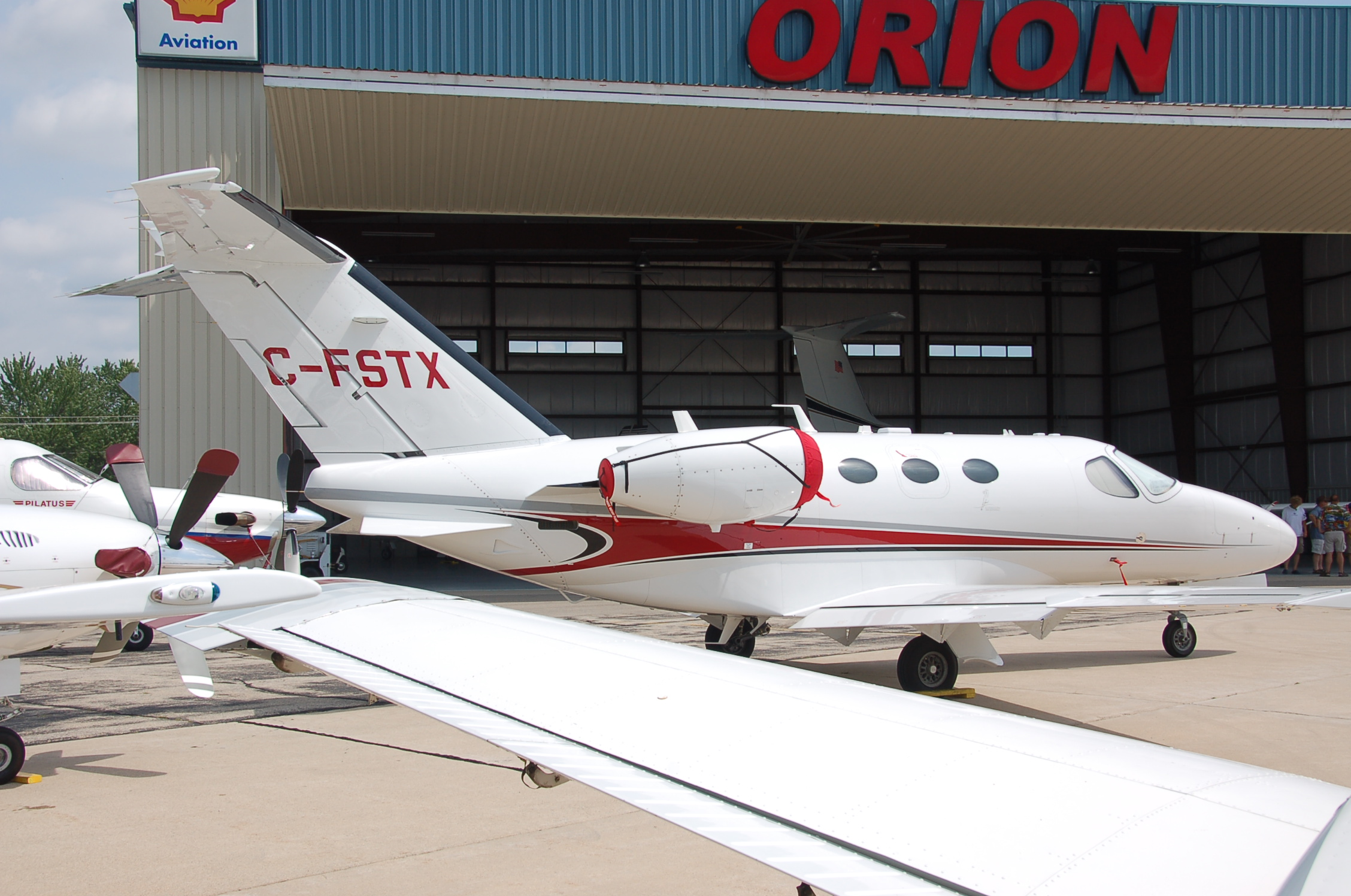
Cessna 510 Citation Mustang de Albatros Aircraft Corp. (C-FSTX).
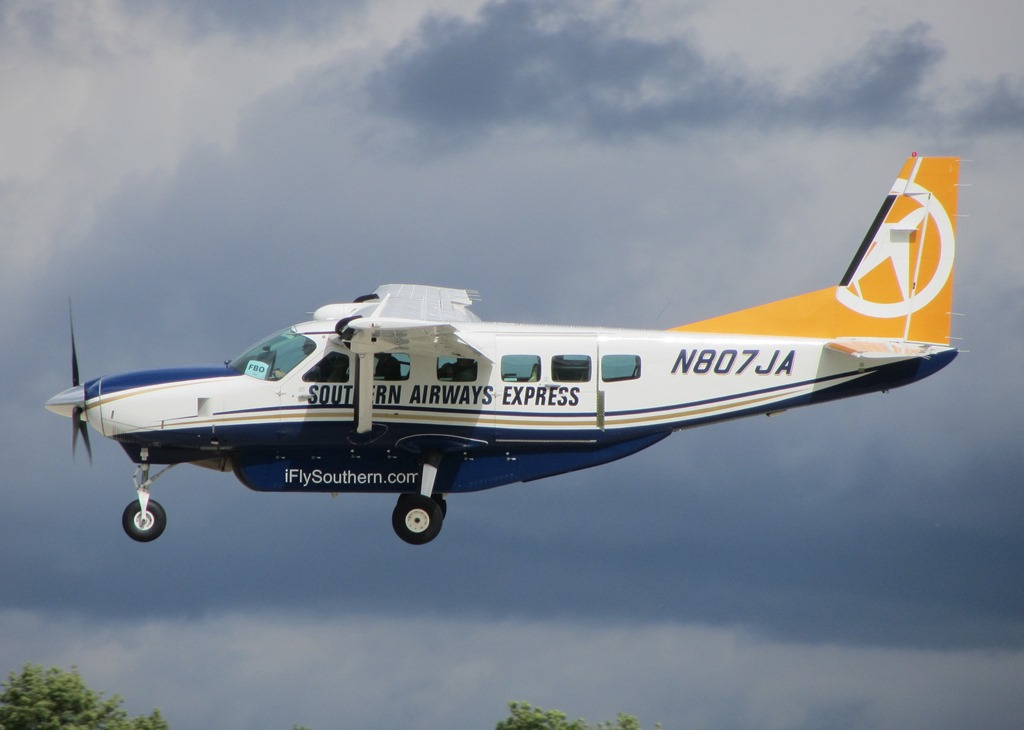
Cessna 208-B Grand Caravan de Southern Airways Express (N807JA) aterrizando en KOSH.
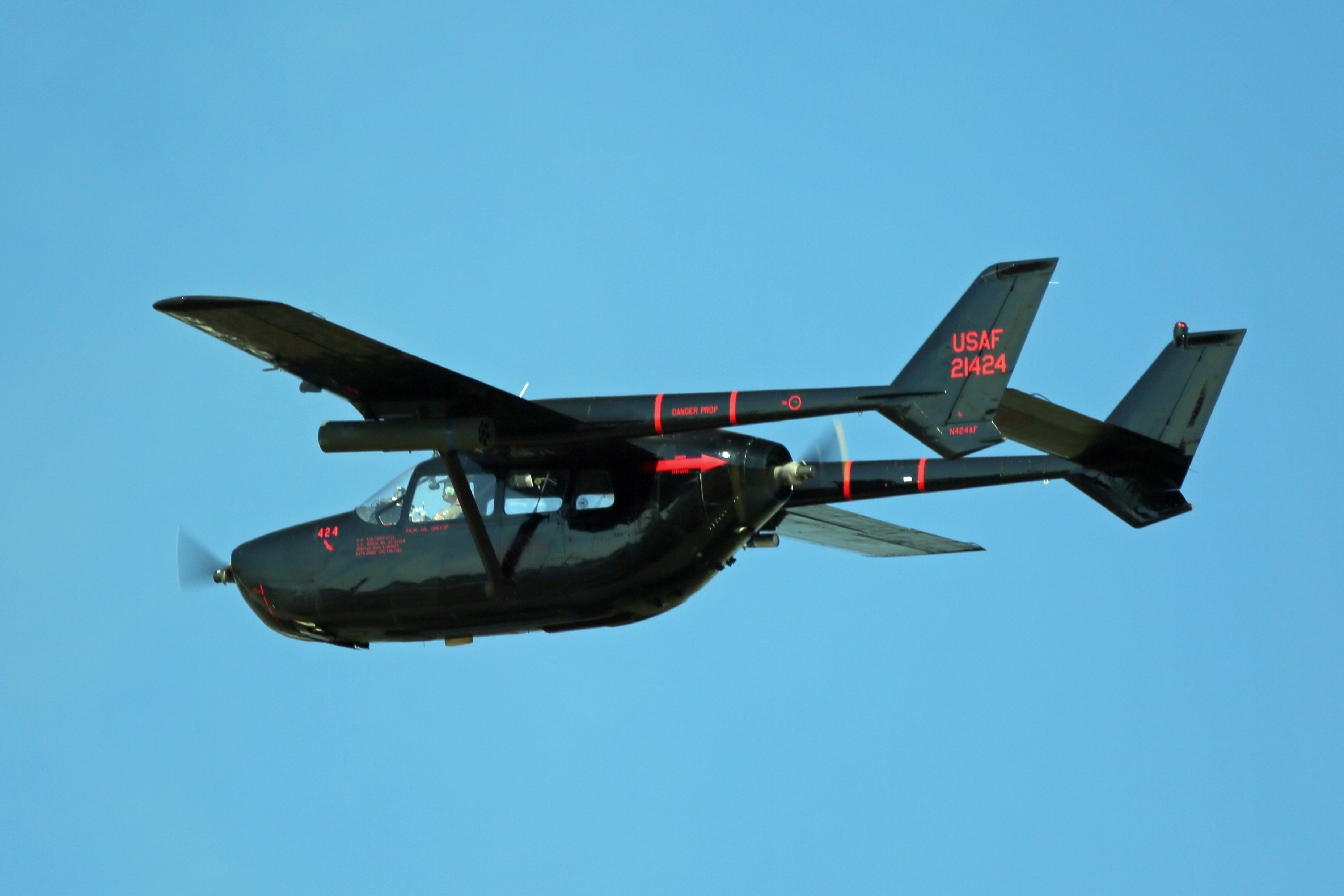
Cessna O-2 Skymaster de la Fuerza Aérea de los Estados Unidos (21424) sobrevolando KOSH.
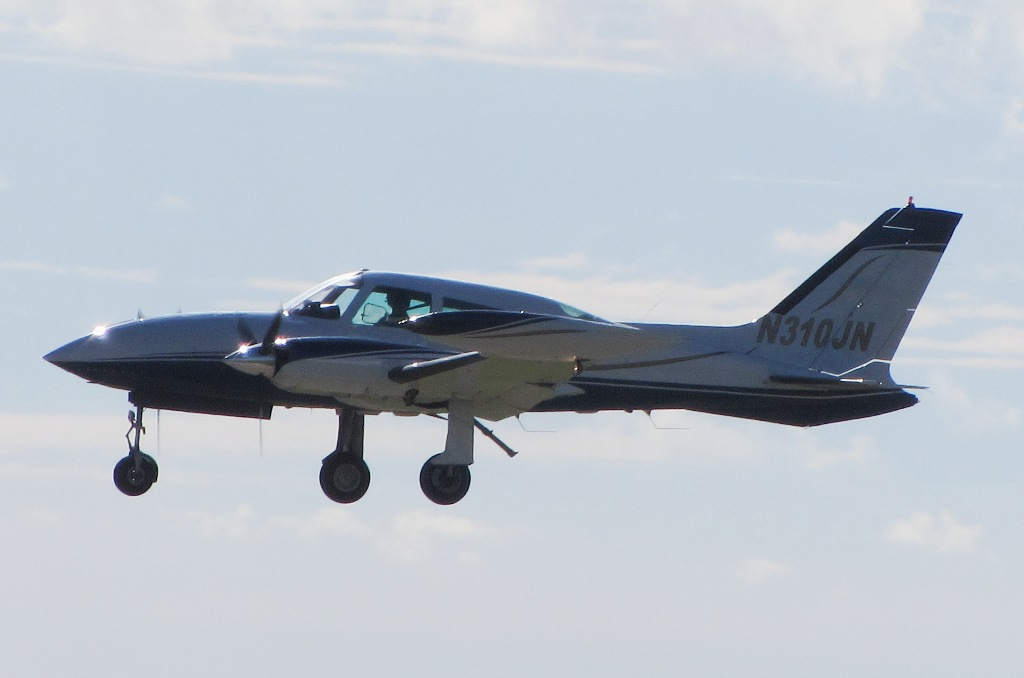
Cessna 310R (N310JN) aterrizando en KOSH.
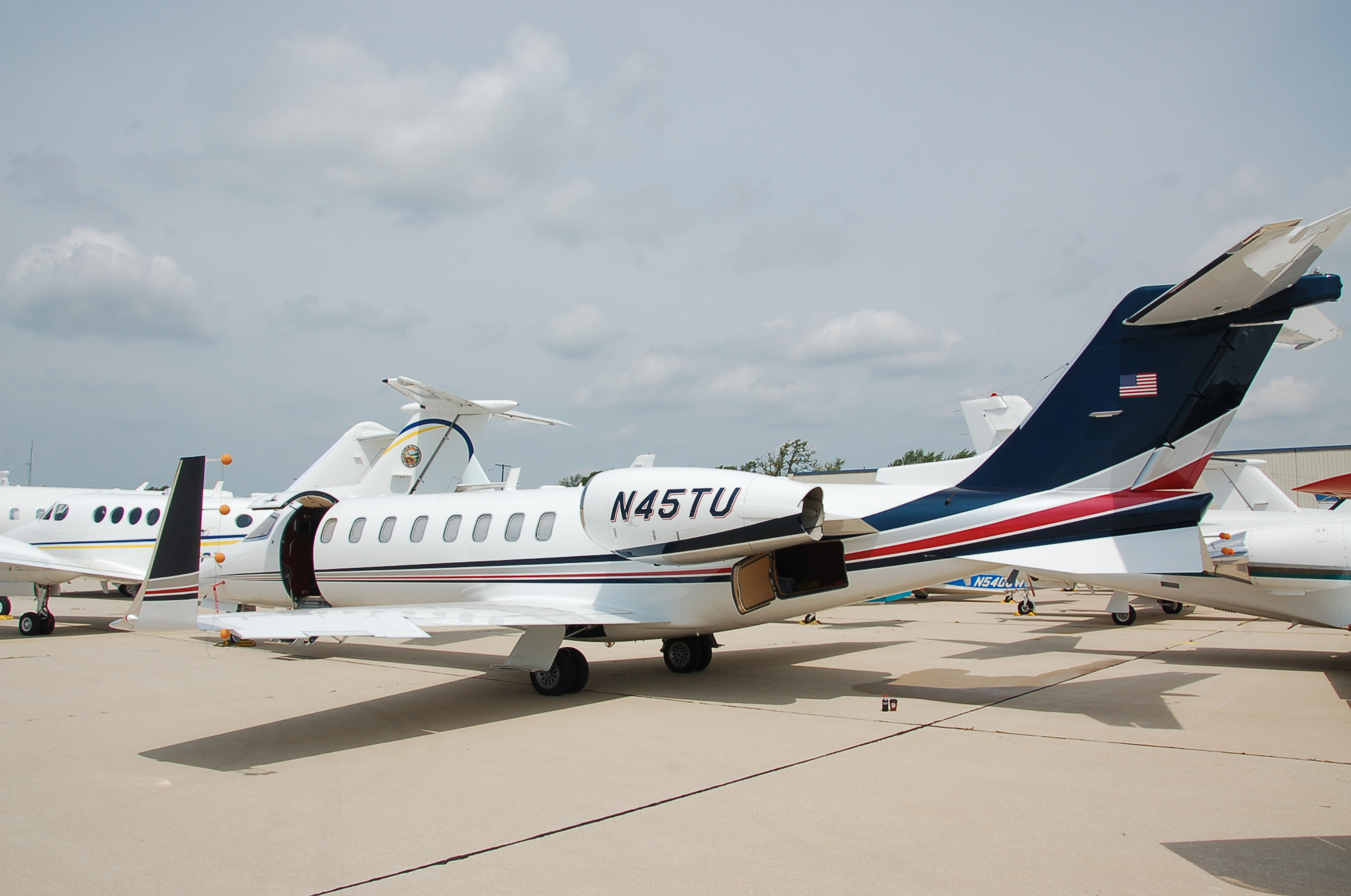
Learjet 45 de FLYING AMICI AVIATION LLC (N45TU) en KOSH.
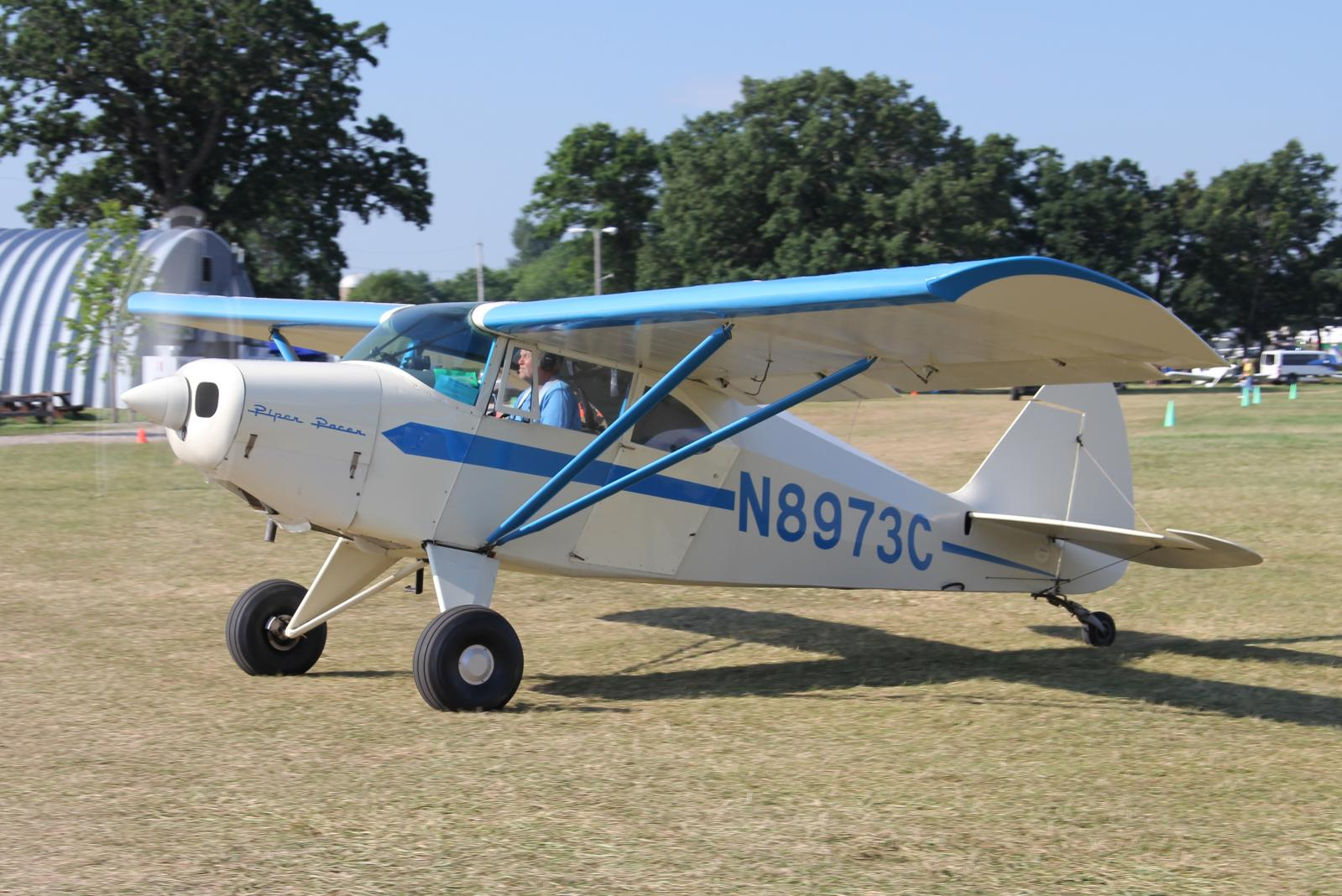
Piper PA-20 Pacer (N8973C) en KOSH.